# Bertreville
Bertreville é uma comuna francesa na região administrativa da Normandia, no departamento de Sena Marítimo. Estende-se por uma área de 3,27 km². Em 2010 a comuna tinha 121 habitantes (densidade: 37 hab./km²).